# Gare de Shin-Yahashira
La gare de Shin-Yahashira (新八柱駅, Shin-Yahashira-eki) est une gare ferroviaire japonaise située à Matsudo dans la préfecture de Chiba. Elle est gérée par la compagnie JR East.

## Situation ferroviaire
La gare de Shin-Yahashira est située au point kilométrique (PK) 90,4 de la ligne Musashino.

## Histoire
La gare a été inaugurée le 2 octobre 1978.

## Services aux voyageurs

### Accès et accueil
La gare dispose d'un bâtiment voyageurs, avec guichet, ouvert tous les jours.

### Desserte
- Ligne Musashino :
  - voie 1 : direction Fuchū-Hommachi
  - voie 2 : direction Nishi-Funabashi

### Intermodalité
La gare de Yabashira de la Shin-Keisei est située à proximité.